# Cornelia Dietz
Cornelia (Conny) Dietz (* 4. Februar 1962) war von 1983 bis 2008 Mitglied in der Goalballnationalmannschaft im Behindertensport.

## Leben
Von Geburt an leidet Cornelia Dietz an der Stoffwechselkrankheit Albinismus, die mit einer Verminderung von Farbstoff entweder in Haut, Haaren und Augen oder nur in den Augen einhergeht. Dadurch sind ihr nur zwei Prozent ihrer Sehkraft geblieben. Umrisse und Farben sind das einzige, was sie erkennen kann. Cornelia Dietz (MTV Stuttgart/Goalball) tritt schon zum 6. Mal bei den Blinden-Wettbewerben der Paralympics im Goalball an. Sie gewann unter anderem 1996 in Atlanta mit der deutschen Nationalmannschaft Paralympics-Gold. Sie wurde 1985 und 2005 Europameisterin und 2007 Weltmeisterin. Als Fahnenträgerin führte sie die deutsche paralympische Mannschaft bei der Eröffnungsfeier der Sommer-Paralympics 2008 in Peking ins Stadion. Im Vorfeld der Sommer-Paralympics 2012 in London war sie eine der Fackelläuferinnen.

## Größte Erfolge
- insgesamt 6 Paralympicsteilnahmen
- 1985 Europameisterin
- 1989 EM-Dritte
- 1994 Vizeweltmeisterin
- 1996 Paralympicssiegerin Gold
- 2005 Europameisterin
- 2007 Weltmeisterin
- 2008 Deutsche Vizemeisterin im Blindenfußball (Mixedteam)
- 2009 Deutsche Meisterin im Blindenfußball (Mixedteam)
- 2011 Deutsche Meisterin im Torball
- 2012 Vize Weltcup Siegerin im Torball